# 交响乐路人行道居住者
交响乐路非正式定居点（英語：Symphony Way Informal Settlement）是2008年2月—2009年末南非西开普省代尔夫特（位于开普敦郊区）的主干道交响乐路上存在的人行道居住者社区。这个社区由2008年2月被驱逐出N2门户工程的住房的一些家庭组成。